# Muckendorf-Wipfing
Muckendorf-Wipfing là một đô thị thuộc huyện Tulln trong bang Niederösterreich, Áo.